# Țipilești
Țipilești – wieś w Rumunii, w okręgu Jassy, w gminie Popricani. W 2011 roku liczyła 281 mieszkańców.